# Укба ибн Амир аль-Джухани
Абу Хаммад Укба ибн Амир ибн Абс аль-Джухани (араб. عقبة بن عامر‎; ум. 678, Каир, совр. Египет) — сподвижник пророка Мухаммеда. Участвовал в битве за Дамаск, командовал мусульманской армией при завоевании Египта и в походе на Родос. Носил куньи Абу Хаммад или Абу Амир.

## Биография
В день переселения пророка Мухаммеда из Мекки в Медину Укба ибн Амир пас своих овец в пустыне. Узнав о прибытии Пророка он бросил своих овец и немедленно отправился в путь, чтобы встретиться с ним. Увидев Мухаммеда, Укба попросил его принять присягу (байа).
Подобно тени, Укба неразлучно следовал за пророком Мухаммедом. Он часто держал повод его мула или шёл рядом с ним. Часто Пророк сажал его сзади себя, так что Укба даже получил прозвище «едущий сзади». Иногда Мухаммед спешивался с мула, чтобы освободить место для Укбы, а сам следовал пешком.
Получая знания непосредственно от Мухаммеда, он стал замечательным чтецом Корана, рассказчиком хадисов (рави) и учёным-богословом в области наследования (мирас). Он также был известным литератором, языковедом и поэтом. В мечети Укбы ибн Амира (Египет) до недавнего времени находился переписанный собственноручно свиток Корана. В конце рукописи было начертано: «Написано Укбой ибн Амиром аль-Джухани». Эта рукопись была одним из старейших известных свитков Корана, но, к сожалению, сейчас эта рукопись утеряна.
Участвовал в битве при Ухуде и других сражениях мусульман против многобожников. За храбрость и отвагу, проявленную при завоевании Дамаска, Абу Убайда ибн аль-Джаррах наградил Укбу ибн Амира тем, что послал его к халифу Умару сообщить радостную весть о новой победе. В Дамаске он жил в районе Бабтум. Во время завоевания Египта был одним из командующих мусульманскими армиями. Муавия I ибн Абу Суфьян назначил его на пост наместника Египта, на котором он пробыл три года. Он поселился во дворце на склоне каирской горы аль-Мукаттам. Затем он был направлен командующим похода на остров Родос.
Некоторое время жил в Басре. Принимал участие в битве при Сиффине на стороне Муавии.
Находясь в Египте в 678 году, Укба ибн Амир аль-Джухани смертельно заболел. Перед смертью он обратился к свои детям с наставлением: «О дети мои, запомните хорошенько, что я завещаю вам три вещи: принимайте на веру хадис о Посланнике Аллаха, только убедившись в его достоверности; никогда не берите в долг деньги, даже если будете ходить полуголыми; не пишите стихов, ибо это отвлекает сердце от Корана». Похоронен на склоне горы аль-Мукаттам в Каире. В наследство оставил более семидесяти луков, при каждом из которых был колчан со стрелами.